# Жасмен (станция метро)
Жасмен (фр. Jasmin) — станция линии 9 Парижского метрополитена, расположенная в XVI округе Парижа. Своё название получила по рю Жасмен, названной в честь французского поэта Жаку Жансемина.
Рядом со станцией располагаются Медицинский институт Жасмен, созданный в 2011 году, и ряд известных в Париже медицинских центров.

## История
- Открыта 8 ноября 1922 года в составе первого пускового участка линии 9 Трокадеро — Эсельман.[4]
- Пассажиропоток по станции по входу в 2011 году, по данным RATP, составил 2 065 058 человек[5]. В 2012 году этот показатель вырос до 2 108 222 человек,[6] а в 2013 году на станцию вошли 2 115 456 пассажиров (242 место по пассажиропотоку в Парижском метро)[7].

## Конструкция и оформление
Односводчатая станция мелкого заложения, с боковыми платформами, построенная по типовому парижскому проекту 1900—1952 годов. Стены и потолок выложены белой керамической плиткой. Под сводом станции закреплены карнизные светильники типа «Валь д'Он» (фр. Val d'Osne). На платформе в сторону Монтрёя установлен плакат, повествующий о краткой биографии и творчестве Жасмена.

## Галерея

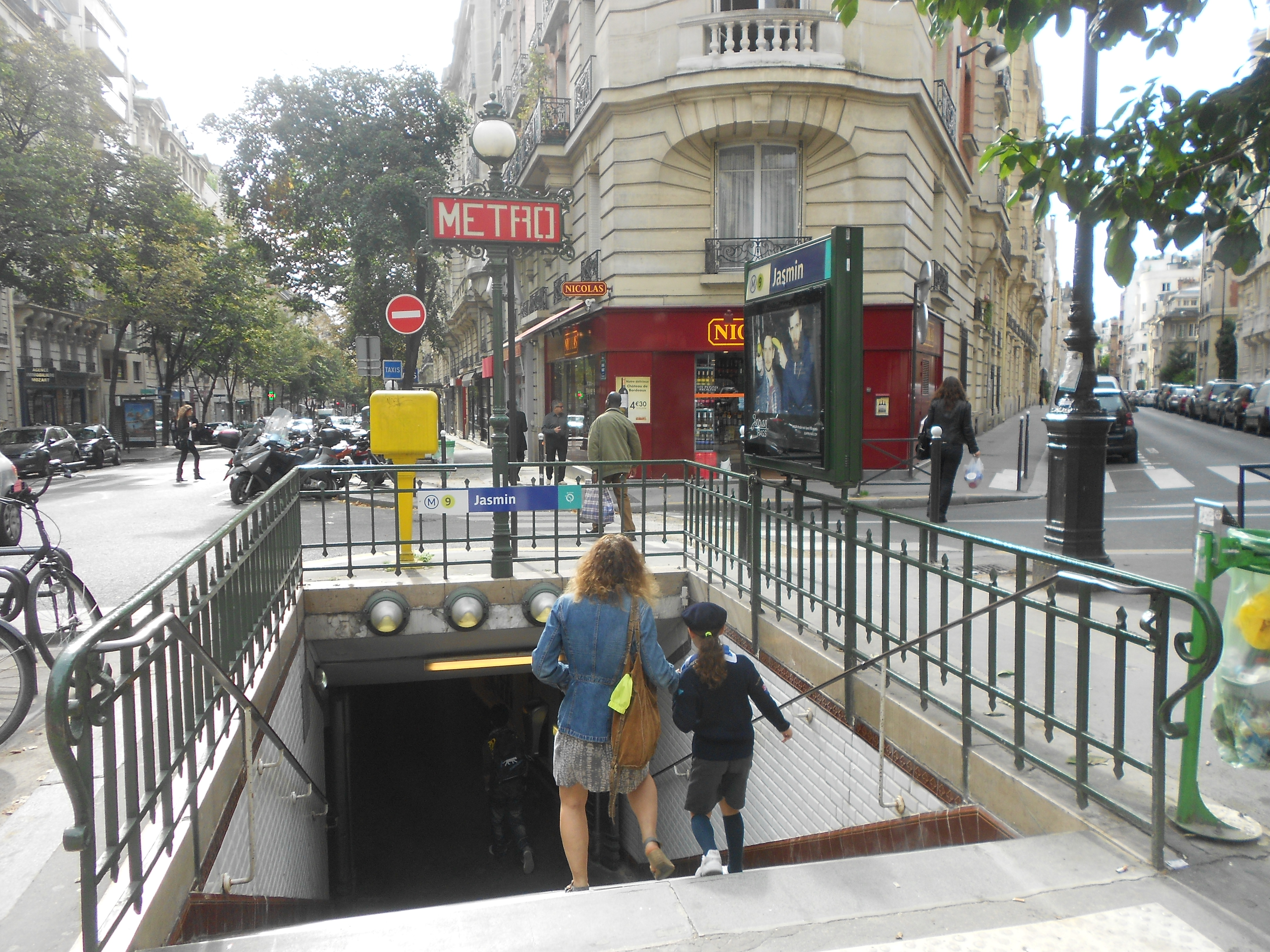
Лестничный сход
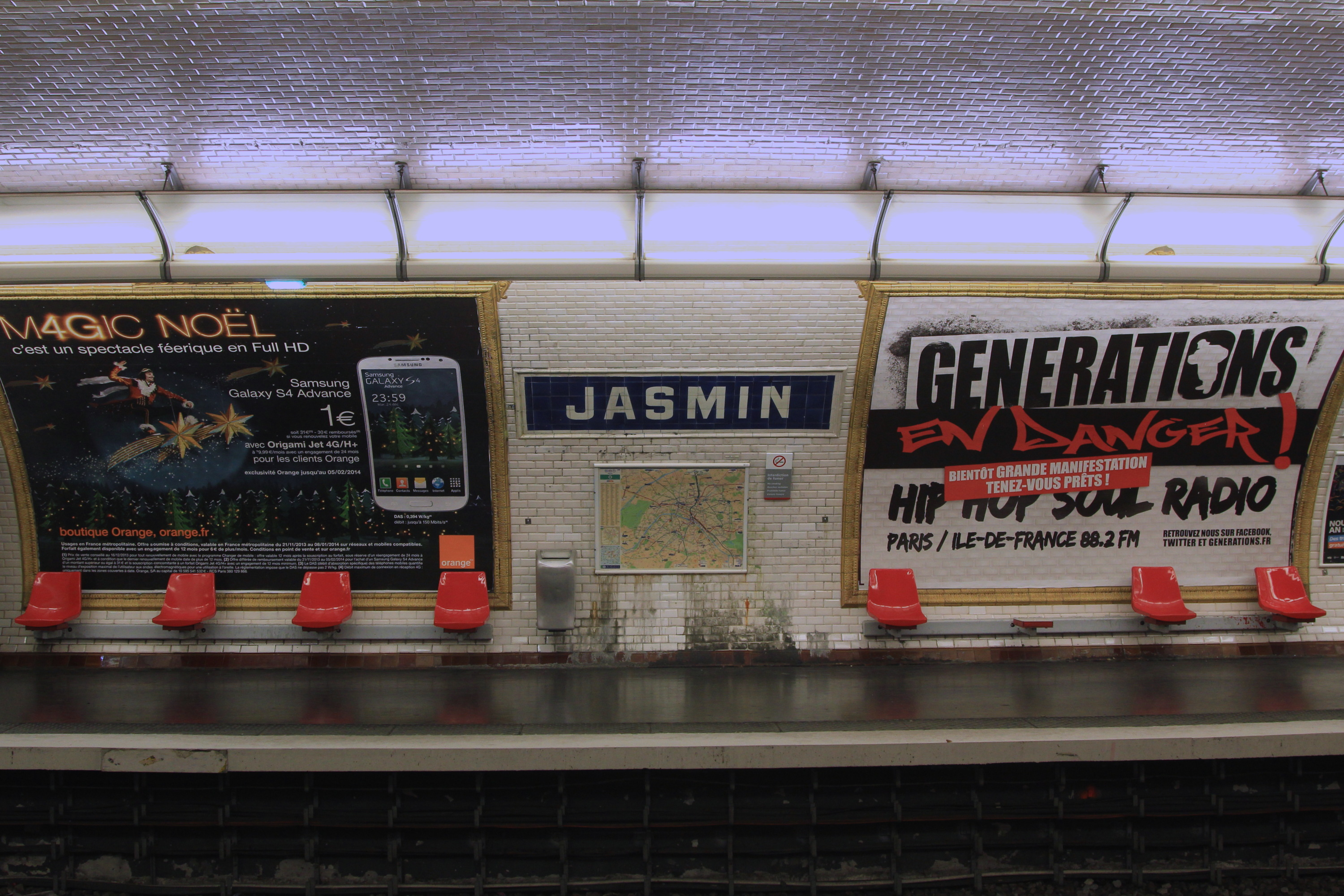
Путевая стена с вывеской
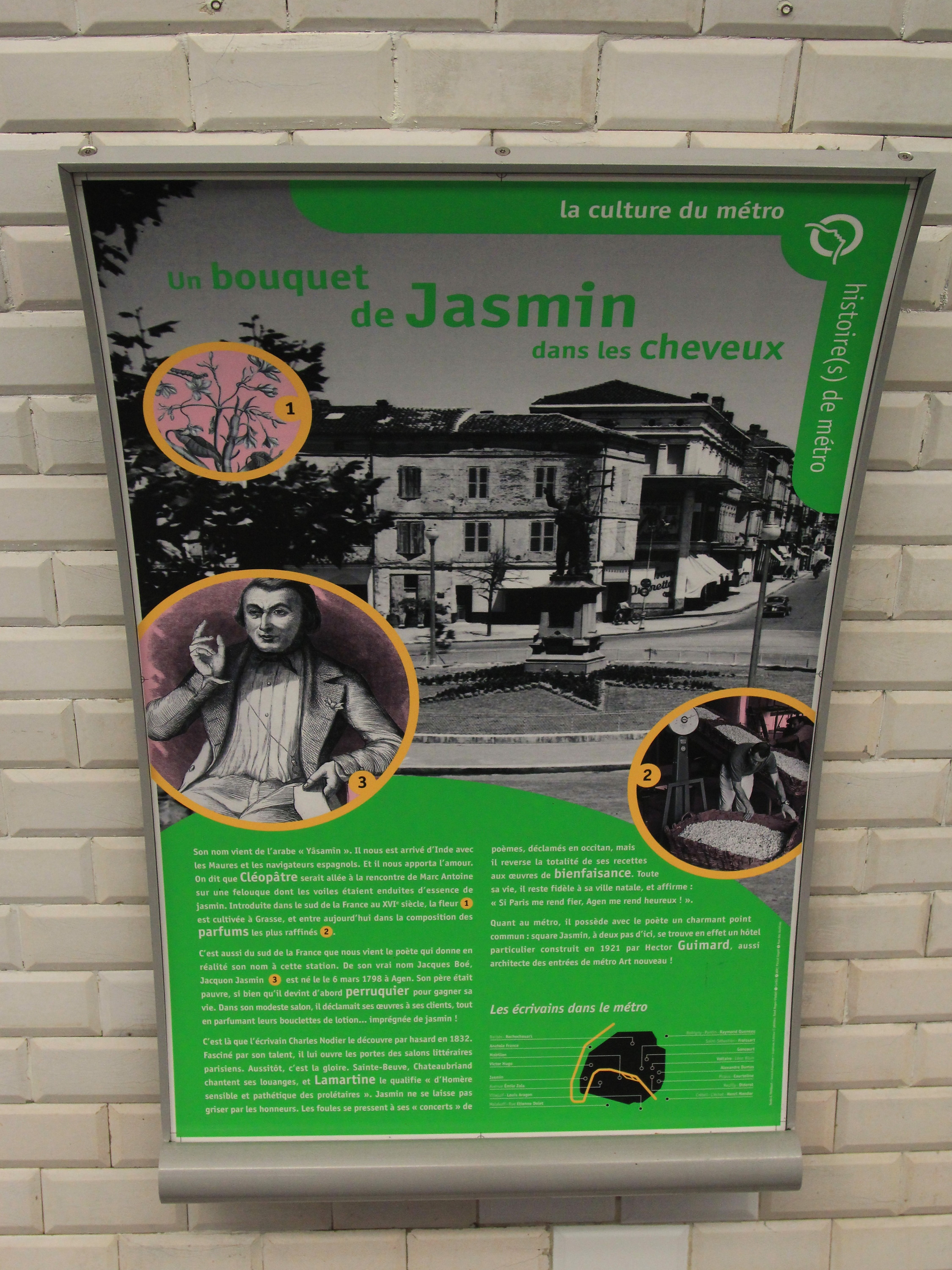
Плакат с биографическими сведениями о Жаке Жансемине